# Cuenca del río Salado de Chañaral
La cuenca del río Salado es el espacio natural de la cuenca hidrográfica del río Salado de Chañaral, una cuenca exorreica de régimen pluvial ubicada en la Región de Atacama. La Dirección General de Aguas le asigna el código 032 en el inventario BNA de cuencas de Chile.

der

## Límites y relieve
Su cuenca limita al norte con la quebrada de Peralillo, y con la quebrada Pan de Azúcar y sus formativas. Al oriente deslinda con el salar de Pedernales. Al sureste con la parte norte de la cuenca del río Copiapó. Al suroeste con varias cuencas secas costeras del ítem 033 Cuencas costeras e islas entre río Salado y río Copiapó
Típico de esta región es que desaparecen las abruptas pendientes provocadas por el río cuando cruza la Cordillera de la Costa que caracterizan las desembocaduras del Norte Grande. Las desembocaduras del Salado y el río Los Choros, por ejemplo, son extensas playas como en Chañaral.: 3 

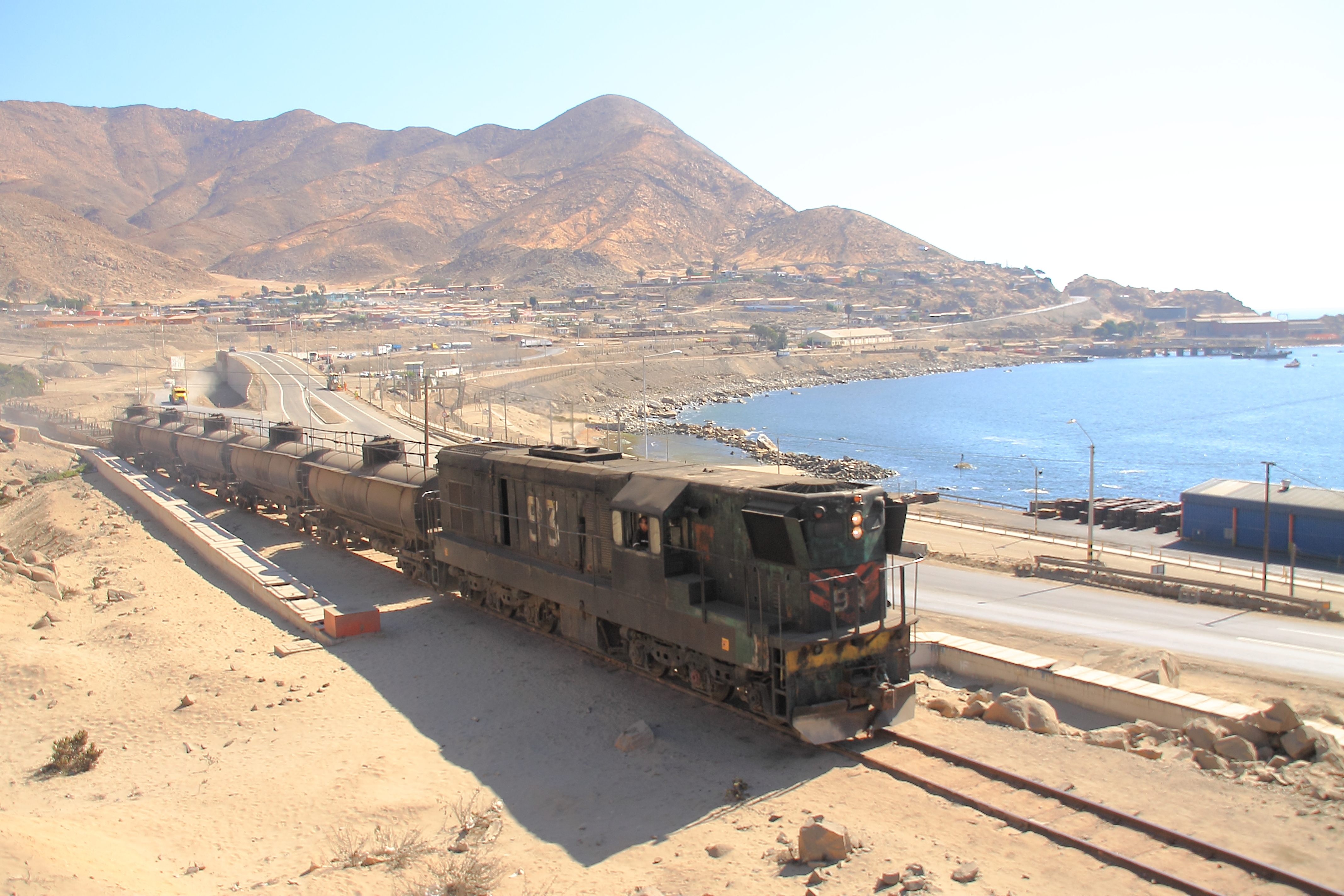
Cerros cerca del puerto de Chañaral.

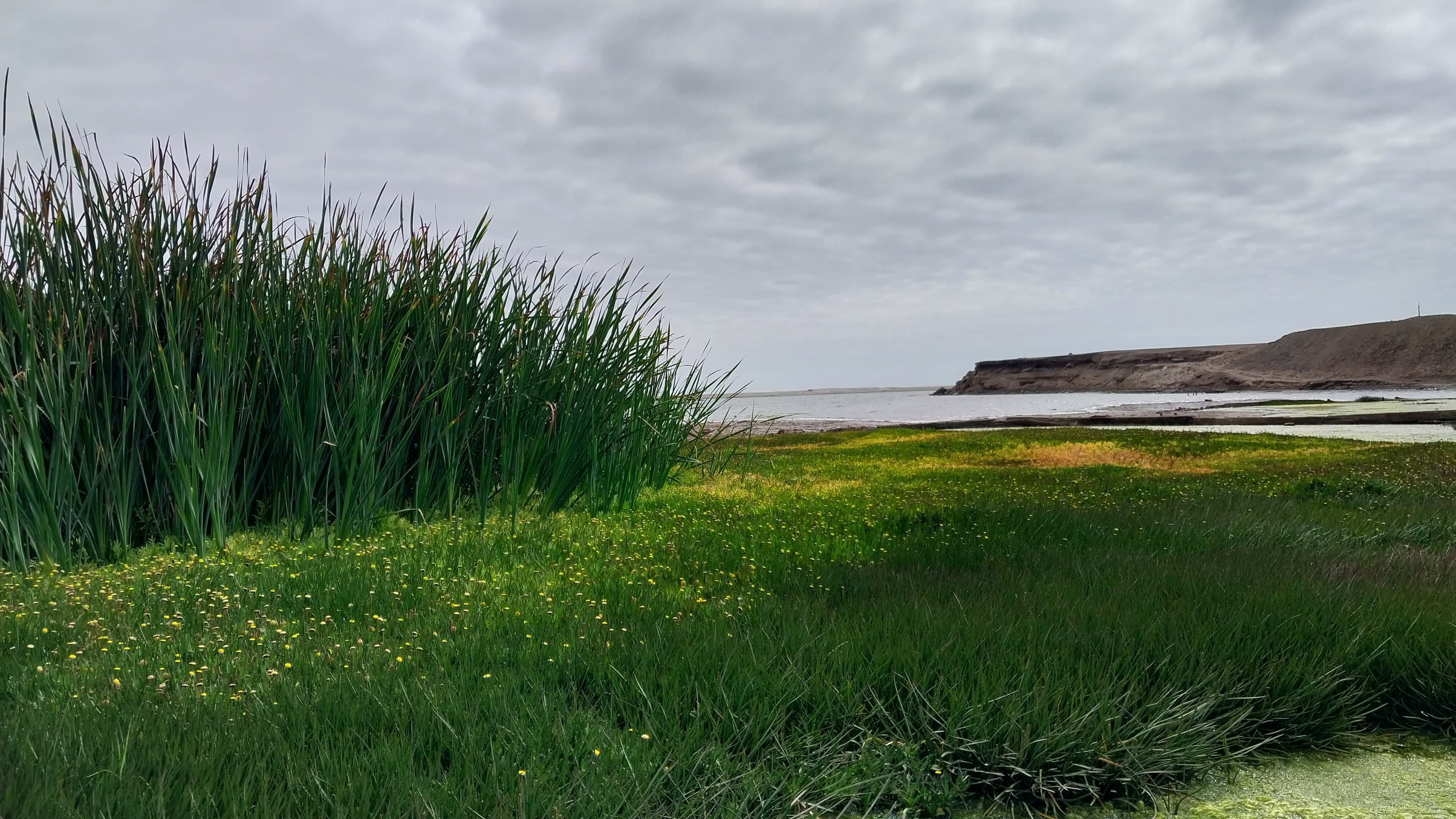
Humedal urbano de Chañaral.

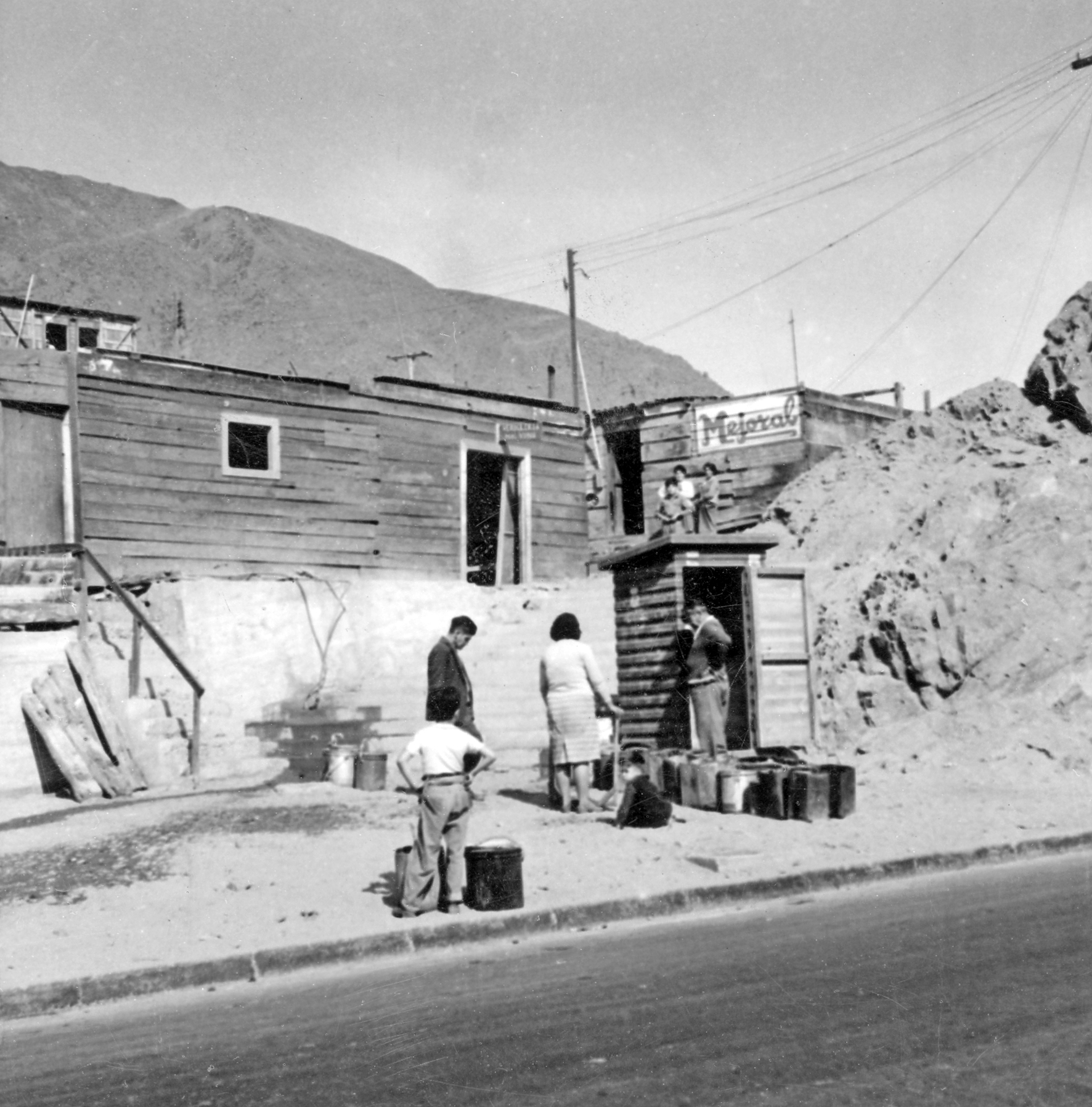
Reparto de agua en calle San Martín en Chañaral, cerca de 1950.

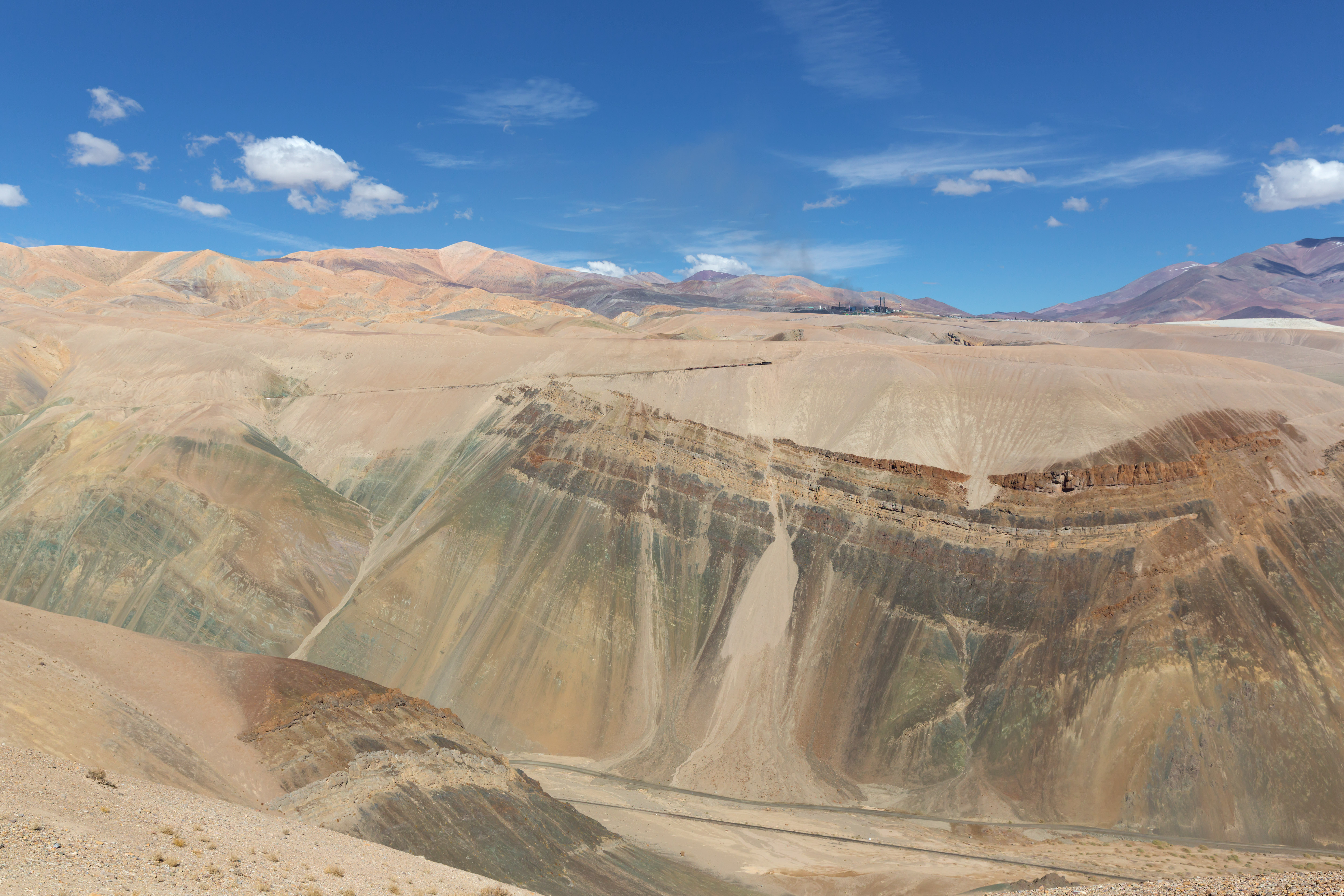
Cerca de Potrerillos.

## Población
El sistema de información y monitoreo de biodiversidad del Ministerio del Medio Ambiente de Chile señala la siguiente distribución de la superficie de la cuenca entre las comunas (el porcentaje es de la cuenca):
| Región  | Provincia | Comuna           | Hectáreas   | Porcentaje |
| ------- | --------- | ---------------- | ----------- | ---------- |
| Atacama |           |                  | 752.835,449 | 100%       |
|         | Chañaral  |                  | 749.700,086 | 99,583%    |
|         |           | Chañaral         | 157.209,28  | 20,882%    |
|         |           | Diego de Almagro | 592.490,806 | 78,701%    |
|         | Copiapó   |                  | 3.135,363   | 0,416%     |
|         |           | Copiapó          | 3.135,363   | 0,416%     |

## Subdivisiones
La Dirección General de Aguas subdivide o reúne las cuencas de Chile acorde a las necesidades de estudio y gestión. Existen dos inventarios que han logrado ser aceptados como principales, el inventario de cuencas del Banco Nacional de Aguas (BNA) de 1978, de mayor uso, y el inventario de cuencas del Departamento de Administración de Recursos Hídricos (DARH) de 2014 de mejor cartografía que ha obligado a redefinir algunos límites, a veces con cambios mayores, pero también por algunas redefiniciones del concepto de subcuenca.
Bajo el BNA el código del ítem es 032 y con el DARH es 0303.
La subdivisión del BNA es como sigue:
| Cuenca                | Subcuenca | Subsubcuenca | Aguas                                                                     | Área drenaje km² | Observaciones |
| --------------------- | --------- | ------------ | ------------------------------------------------------------------------- | ---------------- | ------------- |
| 032 Río Salado (mapa) |           |              |                                                                           |                  |               |
| 032                   | 0320      | 03200        | Río de la Sal o Salado Hasta Junta Quebrada Potrerillos                   | 643              |               |
| 032                   | 0320      | 03201        | Quebrada Potrerillos                                                      | 814              |               |
| 032                   | 0320      | 03202        | Río Salado Entre Quebrada Potrerillos y Bajo Junta Quebrada Salinas       | 933              |               |
| 032                   | 0320      | 03203        | Río Salado Entre Quebrada Salinas y Quebrada del Chañaral                 | 631              |               |
| 032                   | 0321      | 03210        | Quebrada del Chañaral Alto hasta Bajo Junta Quebrada del Salto            | 723              |               |
| 032                   | 0321      | 03211        | Quebrada de la Angostura                                                  | 907              |               |
| 032                   | 0321      | 03212        | Quebrada del Chañaral entre Quebrada del Salto y Río Salado               | 1022             |               |
| 032                   | 0322      | 03220        | Río Salado entre Quebrada del Chañaral y Quebrada del Carmen              | 416              |               |
| 032                   | 0322      | 03221        | Río Salado Entre Arriba Junta Quebrada del Carmen y Quebrada del Saladito | 176              |               |
| 032                   | 0322      | 03222        | Quebrada del Saladito                                                     | 912              |               |
| 032                   | 0322      | 03223        | Río Salado Entre Quebrada del Saladito y Desembocadura                    | 354              |               |
| total:                | 3         | 11           | Región: III (100%) / Tipo: Exorreica / Desemb.: O. Pacífico               | 7531             |               |

La disposición de cuencas en el inventario DARH es la siguiente:
| Código     | Nombre                                           | Código en mapa    | Tipología de cuenca | Vertiente de cuenca | Origen de cuenca  | Temperatura media anual (C°) | Temperatura máxima (C°) | Temperatura mínima (C°) | Precipitación anual (mm) | Número de estaciones fluviométricas | Número de estaciones pluviométricas | Área (km²)        |
| ---------- | ------------------------------------------------ | ----------------- | ------------------- | ------------------- | ----------------- | ---------------------------- | ----------------------- | ----------------------- | ------------------------ | ----------------------------------- | ----------------------------------- | ----------------- |
| 0303       | Cuenca Río Salado                                | Cuenca Río Salado | Cuenca Río Salado   | Cuenca Río Salado   | Cuenca Río Salado | Cuenca Río Salado            | Cuenca Río Salado       | Cuenca Río Salado       | Cuenca Río Salado        | Cuenca Río Salado                   | Cuenca Río Salado                   | Cuenca Río Salado |
| 030300     | Río Salado                                       | 0                 | Exorreica           | Pacífico            | Pluvial           | 14.3                         | 22.6                    | 5.4                     | 16.7                     | 0                                   | 0                                   | 2337.3            |
| 03030000   | Quebrada Las Animas                              | 15                | Exorreica           | Pacífico            | Pluvial           | 16.1                         | 24.7                    | 7.4                     | 17.9                     | 0                                   | 0                                   | 280.9             |
| 03030001   | Quebrada de Las Salinas                          | 16                | Exorreica           | Pacífico            | Pluvial           | 15.7                         | 24.7                    | 6.1                     | 11.2                     | 0                                   | 0                                   | 290.8             |
| 03030002   | Quebrada el Asiento                              | 17                | Exorreica           | Pacífico            | Pluvial           | 8.3                          | 15.9                    | 0.1                     | 29.6                     | 0                                   | 0                                   | 807.0             |
| 03030100   | Quebrada Saladito                                | 18                | Exorreica           | Pacífico            | Pluvial           | 16.9                         | 25.7                    | 7.8                     | 15.6                     | 0                                   | 0                                   | 425.1             |
| 0303010000 | Tranque Pampa Austral                            | 19                | Exorreica           | Pacífico            | Pluvial           | 15.4                         | 24.1                    | 5.9                     | 11.3                     | 0                                   | 0                                   | 571.7             |
| 0303010001 | Quebrada sin nombre Afluente a Quebrada Saladito | 20                | Exorreica           | Pacífico            | Pluvial           | 16.6                         | 25.8                    | 6.8                     | 10.6                     | 0                                   | 0                                   | 322.7             |
| 03030200   | Quebrada del Chañaral                            | 21                | Exorreica           | Pacífico            | Pluvial           | 13.5                         | 21.8                    | 4.8                     | 16.4                     | 0                                   | 0                                   | 355.0             |
| 0303020000 | Quebrada de La Angostura                         | 22                | Exorreica           | Pacífico            | Pluvial           | 13.9                         | 22.5                    | 4.9                     | 16.0                     | 0                                   | 0                                   | 905.4             |
| 0303020001 | Quebrada Mocobi                                  | 23                | Exorreica           | Pacífico            | Pluvial           | 9.0                          | 16.5                    | 1.2                     | 28.3                     | 0                                   | 1                                   | 744.4             |
| 0303020002 | Quebrada Caballo Muerto                          | 24                | Exorreica           | Pacífico            | Pluvial           | 13.0                         | 21.1                    | 4.4                     | 16.0                     | 0                                   | 0                                   | 561.0             |

## Hidrología

Diagrama unifilar de la cuenca del río Salado de Chañaral.

### Red hidrográfica
Los cuerpos de agua considerados en esta categoría son:

### Glaciares
El inventario público de glaciares de Chile 2022 no registra glaciares en la cuenca.: 2–25 

### Desaladoras
Esta planta está ubicada en Punta Zorro, unos kilómetros al sur de Caldera y las aguas producidas se distribuyen entra Caldera, Copiapó, Chañaral y Tierra Amarilla.

### Humedales
Después de aluviones en la zona, se formó un humedal en la desembocadura del río Salado en la comuna de Chañaral.

## Balance hídrico

Brecha hídrica en 25 importantes cuencas de Chile.

Para tener una aproximación a nivel de cuenca (casos locales no están reflejados) del consumo comparado con la disponibilidad de agua, se define como:
Siguiendo intrincadas definiciones del consumo y la demanda que consideran aguas superficiales, subterráneas, flujos mínimos de sustentabilidad, y consumos que no son devueltos al cauce original, todo ello según normas de organizaciones internacionales, se han clasificado los resultados en cuatro casos:: 29 
- Brecha hídrica alta, se consume más del 40% del agua disponible: existe fuerte presión sobre el recurso hídrico y una urgencia máxima para el ordenamiento de la oferta y la demanda. En estos casos la baja disponibilidad de agua es un factor limitador del desarrollo económico.
- Brecha hídrica media, se consume entre el 20% y el 40% del agua disponible: existe presión sobre el recurso hídrico que debe ser ordenada, establecer prioridades, optimizar su uso y proteger los ecosistemas, también mediante inversiones.
- Brecha hídrica moderada, se utiliza entre 10% y 20% del agua disponible, la disponibilidad de agua es un factor limitador del desarrollo.
- Brecha hídrica baja, se utiliza menos del 10% de la oferta, no se experimentan presones importantes sobre el recurso hídrico.

Aplicada esta clasificación a la cuenca del río Salado, el estudio estima una brecha hídrica media con un uso del 33% del agua disponible.: 80 

## Obras hidráulicas
Para satisfacer las necesidad de agua tanto humanas como industriales en la cuenca, se han debido construir varias obras civiles que acumulan, transportan y tratan las aguas de la cuenca como también algunas adyacentes.

### Trasvase desde el salar de Pedernales

Infraestructura hidráulica para el trasvase de aguas desde el salar de Pedernales a la cuenca del río Salado.

Para abastecer las necesidades de la minería del cobre en la cuenca, se debe traer agua desde el salar de Pedernales, más precisamente desde un embalse construído en 1930 sobre el río La Ola y desde la extracción mediante pozos profundos en el salar. Esta agua, que ya tiene un elevado contenido de sales naturales disueltas, es mezclada con aguas dulces y llevada a la planta de flotación para procesar el mineral.: 13 
El tranque de relaves Pampa Austral acumula los restos sólidos de la minera El Salvador que son transportados desde la planta de tratamiento del cobre hasta Pampa Austral mezclándolas con agua que al decantarse en el tranque producen una escorrentía de llamadas "aguas claras". Estas eran llevadas a Diego de Almagro por un canal de hormigón con una longitud de 18 kilómetros. : 1  Desde 2009 estas aguas claras, por su alta contaminación son solo parcialmente descargadas en el río. Hay proyectos para utilizarlas en el cultivo de arbóles y otros vegetales.: 2 
En total existen 20 tranques de relave, de los cuales solo el Pampa Grande escurre aguas claras.

### Trasvase desde la cuenca del río Copiapó
Están en operación varios acueductos que trasvasan aguas desde el sur hasta Chañaral, estos son:: 2–56 
- Acueducto La Candelaria, desde Tierra Amarilla a Caldera,
- Acueducto Chañaral-Caldera,
- Trasvase Manto Verde, desde tierra adentro hasta la costa al sur de Chañaral,
- Trasvase Cerro Norte, desde Tierra Amarilla hasta el norte de Caldera,
- Trasvase Piedra Colgada, desde Tierra Amarilla hasta la costa entre Caldera y Chañaral.

## Clima

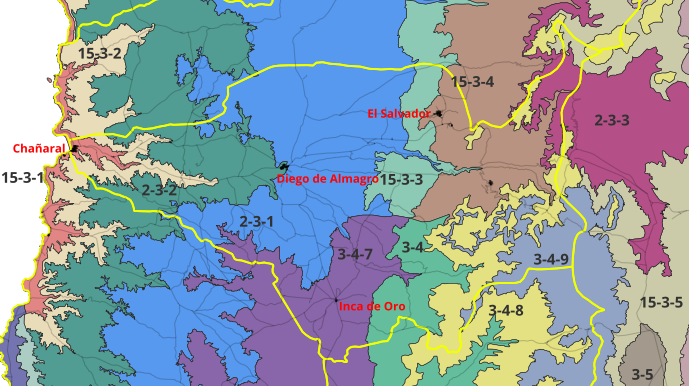
Distritos agroclimáticos en el ítem 032 del inventario BNA de cuencas según el Atlas agroclimático de Chile. Las líneas amarillas son los límites de los ítems o cuencas.

El Atlas agroclimático de Chile distingue once distritos climáticos en la cuenca:
- 2-3-1 Desierto interior y régimen de humedad xérico (BWXe). La temperatura oscila entre un máximo de enero de 28,8 °C (máx de 31.8 °C y mín de 25 °C dentro del distrito) y un mínimo de julio de 6 °C (máx de 10 °C y mín de 4 °C dentro del distrito). Tiene un promedio de 339 días consecutivos libres de heladas. En el año se registra un promedio de 2 heladas. El periodo de temperaturas favorables a la actividad vegetativa dura 12 meses. Registra anualmente 2.490 días grado y 154 horas de frío acumuladas hasta el 31 de Julio. La precipitación media anual es de 0 mm y un periodo seco de 12 meses, con un déficit hídrico de 2.018 mm/año. El período húmedo dura 0 meses durante los cuales se produce un excedente hídrico de 0 mm.
- 2-3-2 Desierto con influencia marina y régimen de humedad xérico (BWnXe). La temperatura oscila entre un máximo de enero de 28,2 °C y un mínimo de julio de 7,3 °C. Tiene un promedio de 345 días consecutivos libres de heladas. En el año se registra un promedio de 0 heladas. El período de temperaturas favorables a la actividad vegetativa dura 12 meses. Registra anualmente 2.417 días grado y 80 horas de frío acumuladas hasta el 31 de Julio. La precipitación media anual es de 6 mm y un período seco de 12 meses, con un déficit hídrico de 1.757 mm/año. El período húmedo dura 0 meses durante los cuales se produce un excedente hídrico de 0 mm.
- 2-3-3 Estepa de altura fría con régimen de humedad xérico (BSkXe). La temperatura oscila entre un máximo de enero de 15,4 °C y un mínimo de julio de -4 °C. Tiene un promedio de 0 días consecutivos libres de heladas. En el año se registra un promedio de 321 heladas. El período de temperaturas favorables a la actividad vegetativa dura 0 meses. Registra anualmente 211 días grado y 1.909 horas de frío acumuladas hasta el 31 de Julio. La precipitación media anual es de 61 mm y un período seco de 12 meses, con un déficit hídrico de 1.798 mm/año. El período húmedo dura 0 meses durante los cuales se produce un excedente hídrico de 0 mm.
- 3-4 Desierto de altura y régimen de humedad Xérico (BWHXe). La temperatura oscila entre un máximo de enero de 19,4 °C (máx de 26,6 °C y mín de 13 °C dentro del distrito) y un mínimo de julio de -0,2 °C (máx de 2,2 °C y mín de -5 °C dentro del distrito). Tiene un promedio de 56 días consecutivos libres de heladas. En el año se registra un promedio de 114 heladas. El periodo de temperaturas favorables a la actividad vegetativa dura 5 meses. Registra anualmente 620 días grado y 1.436 horas de frío acumuladas hasta el 31 de Julio. La precipitación media anual es de 68 mm y un periodo seco de 12 meses, con un déficit hídrico de 1.876 mm/año. El período húmedo dura 0 meses durante los cuales se produce un excedente hídrico de 0 mm.
- 3-4-7 Desierto interior y régimen de humedad xérico (BWXe). La temperatura oscila entre un máximo de enero de 27,6 °C (máx de 31,9 °C y mín de 24 °C dentro del distrito) y un mínimo de julio de 3,6 °C (máx de 6,1 °C y mín de 1,1 °C dentro del distrito). Tiene un promedio de 204 días consecutivos libres de heladas. En el año se registra un promedio de 20 heladas. El periodo de temperaturas favorables a la actividad vegetativa dura 12 meses. Registra anualmente 1.790 días grado y 598 horas de frío acumuladas hasta el 31 de Julio. La precipitación media anual es de 41 mm y un periodo seco de 12 meses, con un déficit hídrico de 1.979 mm/año. El período húmedo dura 0 meses durante los cuales se produce un excedente hídrico de 0 mm.
- 3-4-8 Estepa de altura fría con régimen de humedad xérico (BSkXe). La temperatura oscila entre un máximo de enero de 13,2 °C (máx de 21,1 °C y mín de 7,5 °C dentro del distrito) y un mínimo de julio de -4 °C (máx de 2,2 °C y mín de -9,5 °C dentro del distrito). Tiene un promedio de 0 días consecutivos libres de heladas. En el año se registra un promedio de 272 heladas. El periodo de temperaturas favorables a la actividad vegetativa dura 0 meses. Registra anualmente 145 días grado y 2.001 horas de frío acumuladas hasta el 31 de Julio. La precipitación media anual es de 99 mm y un periodo seco de 12 meses, con un déficit hídrico de 1.603 mm/año. El período húmedo dura 0 meses durante los cuales se produce un excedente hídrico de 0 mm.
- 3-4-9 Estepa de altura fría con régimen de humedad híper árido (BSkHa). La temperatura oscila entre un máximo de enero de 7,7 °C (máx de 13,7 °C y mín de 3,3 °C dentro del distrito) y un mínimo de julio de -9,1 °C (máx de -3,5 °C y mín de -13,6 °C dentro del distrito). Tiene un promedio de 0 días consecutivos libres de heladas. En el año se registra un promedio de 365 heladas. El periodo de temperaturas favorables a la actividad vegetativa dura 0 meses. Registra anualmente 8 días grado y 1.800 horas de frío acumuladas hasta el 31 de Julio. La precipitación media anual es de 151 mm y un periodo seco de 11 meses, con un déficit hídrico de 1.325 mm/año. El período húmedo dura 0 meses durante los cuales se produce un excedente hídrico de 0 mm.
- 15-3-1 Desierto con influencia marina y régimen de humedad xérico (BWnXe). La temperatura oscila entre un máximo de enero de 24,8 °C (máx de 27,1 °C y mín de 21,4 °C dentro del distrito) y un mínimo de julio de 10,4 °C (máx de 10,2 °C y mín de 7,8 °C dentro del distrito). En todo el año no tiene heladas. El periodo de temperaturas favorables a la actividad vegetativa dura 12 meses. Registra anualmente 2.487 días grado y 1 hora de frío acumulada hasta el 31 de Julio. La precipitación media anual es de 10 mm y un periodo seco de 12 meses, con un déficit hídrico de 1.629 mm/año. El período húmedo dura 0 meses durante los cuales se produce un excedente hídrico de 0 mm.
- 15-3-2 Desierto con influencia marina y régimen de humedad xérico (BWnXe). La temperatura oscila entre un máximo de enero de 27,7 °C (máx de 30,2 °C y mín de 23,6 °C dentro del distrito) y un mínimo de julio de 9,1 °C (máx de 10,5 °C y mín de 5,2 °C dentro del distrito). En todo el año no tiene heladas. El periodo de temperaturas favorables a la actividad vegetativa dura 12 meses. Registra anualmente 2.788 días grado y 12 horas de frío acumuladas hasta el 31 de Julio. La precipitación media anual es de 2 mm y un periodo seco de 12 meses, con un déficit hídrico de 1.828 mm/año. El período húmedo dura 0 meses durante los cuales se produce un excedente hídrico de 0 mm.
- 15-3-3 Desierto interior y régimen de humedad xérico (BWXe). La temperatura oscila entre un máximo de enero de 26,5 °C (máx de 30,4 °C y mín de 23 °C dentro del distrito) y un mínimo de julio de 3,4 °C (máx de 8,4 °C y mín de 1,5 °C dentro del distrito). Tiene un promedio de 186 días consecutivos libres de heladas. En el año se registra un promedio de 25 heladas. El periodo de temperaturas favorables a la actividad vegetativa dura 12 meses. Registra anualmente 1.769 días grado y 588 horas de frío acumuladas hasta el 31 de Julio. La precipitación media anual es de 4 mm y un periodo seco de 12 meses, con un déficit hídrico de 2.155 mm/año. El período húmedo dura 0 meses durante los cuales se produce un excedente hídrico de 0 mm.
- 15-3-4 Desierto de altura y régimen de humedad xérico (BWHXe). La temperatura oscila entre un máximo de enero de 20 °C (máx de 26 °C y mín de 9 °C dentro del distrito) y un mínimo de julio de -0,1 °C (máx de 6 °C y mín de -4 °C dentro del distrito). Tiene un promedio de 0 días consecutivos libres de heladas. En el año se registra un promedio de 157 heladas. El periodo de temperaturas favorables a la actividad vegetativa dura 5 meses. Registra anualmente 700 días grado y 1.311 horas de frío acumuladas hasta el 31 de Julio. La precipitación media anual es de 38 mm y un periodo seco de 12 meses, con un déficit hídrico de 2.058 mm/año. El período húmedo dura 0 meses durante los cuales se produce un excedente hídrico de 0 mm.

|  |  |

Los diagramas Walter Lieth muestran con un área azul los periodos en que las precipitaciones sobrepasan la cantidad de agua que el calor del sol evapora en el mismo lapso de tiempo, (un promedio de 10 °C mensuales evaporan 20 mm de agua caída) dejando un clima húmedo. Por el contrario, las zonas amarillas indican que durante ese tiempo el agua caída puede ser evaporada por el calor del sol. En la curva (azul) de precipitaciones en Potrerillos, se pueden apreciar los efectos del invierno altiplánico, que ocurre durante el verano del hemisferio sur.
En 2015 lluvias torrenciales en la cordillera causaron el temporal del norte de Chile de 2015.

## Actividades económicas
Desde 1938 hasta la década de 1990 la Anaconda Copper (Andes Cooper Minning Company) y posteriormente Codelco descargaron el relave de la mina de cobre de Potrerillos (Chile) en la bahía de Chañaral con el caudal del río Salado sin tratamiento alguno. En 1975, la desembocadura del río fue desviada a caleta Palitos, unos 10 kilómetros al norte de la ciudad de Chañaral, para evitar el aumento de los depósitos (embancamiento) en la playa de la ciudad. A fines de los años 1980, Codelco construyó un canal que llevó el relave hasta el tranque Pampa Austral, unos 18 kilómetros al norte de Diego de Almagro, donde después de separar los sedimentos del agua, estas últimas son devueltas al lecho del río.

## Áreas bajo protección oficial y conservación de la biodiversidad
El portal del Ministerio del Medio Ambiente no registra espacios protegidos en esta cuenca.